# 코트니 헐리
코트니 린 헐리(영어: Courtney Lyn Hurley, 1990년 9월 30일~)는 미국의 펜싱 선수로 주 종목은 에페이다. 그녀는 2012년 하계 올림픽의 에페 개인전에 출전하였으나 32강에서 로라 프레셀콜로비크에 패하며 탈락하였다. 에페 단체전에서는 팀동료 마야 로렌스, 수지 스캔런, 언니인 켈리 헐리와 함께 러시아를 연장전 끝에 꺾고 동메달을 획득하였다.